# Deuterixys pacifica
Deuterixys pacifica är en stekelart som beskrevs av Whitfield 1985. Deuterixys pacifica ingår i släktet Deuterixys och familjen bracksteklar. Inga underarter finns listade i Catalogue of Life.